# Диомидов, Сергей Викторович
Серге́й Ви́кторович Диоми́дов (9 июля 1943, Турткуль, Каракалпакстан — 8 марта 2024) — советский гимнаст, двукратный серебряный и бронзовый призёр Олимпийских игр. Заслуженный мастер спорта СССР (1966).

## Биография
Начал тренироваться в школьном возрасте.
Срочную службу служил в артиллерии (в составе артиллерийского расчета).
По результатам соревнований на кубок СССР в 1963 году вошёл в число десяти лучших спортсменов.
На Олимпийских играх в Токио выиграл серебряную медаль в командном первенстве. Через 4 года повторил свой успех с командой, а также завоевал бронзу в опорном прыжке, уступив японцу Юкио Эндо и своему соотечественнику Михаилу Воронину.
На чемпионате Европы 1965 года выиграл 4 бронзовые медали, на чемпионате мира 1966 золото и серебро, а на следующем первенстве вновь серебро.

## Память, отражение в культуре и искусстве
- В 1964 году первым в мире выполнил вертушку на 360 градусов плечом назад на пике маха вперёд, которая впоследствии была названа его именем.
- кинофильм "Гимнаст" (СССР, 1966, режиссер Тимур Залоев)[2]
- Сергей Диомидов изображён на картине «Гимнасты СССР» академика Российской академии художеств Дмитрия Жилинского.